# フランス領北アフリカ
フランス領北アフリカ（フランスりょうきたアフリカ、フランス語: Afrique française du Nord、アラビア語: شمال أفريقيا الفرنسية）は、北アフリカにおいて、フランスが統治していた、フランス領アルジェリアを中心とするいくつかの領域の総称。最盛期には、マグリブの大部分を占めていた。

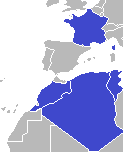
フランス領北アフリカとフランス本土の地図。

フランス領北アフリカの起源は、オスマン帝国の衰退まで遡る。1830年、フランスはアルジェを占領した後、1848年から独立を果たす1962年までアルジェリアをフランス本土の一部として扱った。アルジェリアの領域を超えて影響力を拡大しようとしたフランスは、アルジェリアの東西に保護領を設定していった。フランス保護領チュニジアは、チュニジア侵攻後の1881年に、フランス保護領モロッコは1912年に設けられた。これらの領域は、モロッコの場合1955年まで、チュニジアでは1956年のチュニジアの独立の到来まで存続した。
フランス領アルジェリアは、独立するまでずっと海外領土ではなく、フランス・メトロポリテーヌの一部であった。
フランス領北アフリカは、1962年3月のエビアン協定に基づいて7月に行なわれたアルジェリア独立住民投票によって終焉を迎えた。

## 関連文献
- Edwards, Albert, Sketches of French North Africa (2009)
- Gottmann, Jean, Economic problems of French North Africa (1943)*Liebesny, Herbert J., The Government of French North Africa (1943)
- Thomas, Martin, French Empire Between the Wars (2005)
- Wallerstein, Immanuel M., Africa: The Politics of Independence and Unity (1961)